# 長州小力
長州 小力（ちょうしゅう こりき、1972年2月5日 - ）は、日本のお笑いタレント。所属事務所は西口エンタテインメント。

## 略歴
- 実家は主に小学校に学校給食用の野菜を卸していた八百屋で、裕福な生活をしていた。しかし父の死で借金が発覚、更にはO-157の影響で業績はガタ落ち。引き継いだ八百屋の経営を母と2人で頑張るも、結局倒産してしまう。その後、「勉強も出来ず、商売の才能も無い自分が“逆転”するには芸能界しか無いな」と悟り、高校進学を諦めて芸能界入りを決意。
- 芸人になった当初は浅井企画に所属し、本名で活動しており、スーツ姿で人形を片手に人形相手に漫談するというスタイルで7年間活動するも全く売れなかった。他には後のアントニオ小猪木、スギタヒロシ、佐々木孫悟空、ウクレレえいじらと「ラヴ兄弟」なる5人組コントユニット（ラヴ兄弟内での当時の芸名は「ラヴホタル」）を組んだり、ジャイアント小馬場、佐々木孫悟空らとトリオ「おなやみ団」を結成して活動していた時期もあったが、これらも全く売れずに程なくして解散する。
- これらの紆余曲折を経た後、見た目と体型から西口エンタテインメントからスカウトがかかったことから移籍し、お笑いプロレス団体の西口プロレスのメンバー・長州小力として活動する事となる。その後、R-1ぐらんぷり2005決勝進出やフジテレビ系、『めちゃ×2イケてるッ!』の第8回笑わず嫌い王決定戦に出演を果たすなど、2005年初頭から人気が急上昇していく。
- 2005年にHINOIチームと『NIGHT OF FIRE』に併せてパラパラを踊る姿（通称『小力パラパラ』）を披露すると、これが「キモかわ」系で若い女性に受けて一大ブレイクを巻き起こした。その結果、プロレスラーモノマネ師から、ゴールデン帯を席巻する人気タレントに飛躍できた。ブレイク時は月収2000万円台の時もあったという[1]。
- ブームが過ぎ去った現在では所謂「一発屋」としてテレビに出演することが多いが、「キレてないですよ」のフレーズが縁起がいいと解釈され、結婚式の余興に呼ばれるようになっている[2]。

## 芸風
- プロレスラー・長州力のものまねと[3]（本人曰く、この芸しか出来ないらしい）長州力を模したパラパラ[4]を踊るネタが特徴。主に「しゃあ! この野郎!」「キレてないですよ」「俺キレさしたら大したもんだ」「ベルト賭けて来い」「お前橋本か?」「てめえ! 橋本っ! 橋本っ!」「何コラ! タココラ!ハムナプトラ2！」と演じる。ちなみに「キレてない」ネタは、テレビで有田哲平扮する長州のモノマネを見て感銘を受け（後に笑いの金メダルで有田とコラボを組んでW長州として出場して優勝している）、「あとは健介に任せますから」のフレーズから変えたらしい。彼の代名詞とも言える「キレてないっすよ」は10.9決戦の対安生洋二戦後のインタビューで長州が口にしたものであり、実際は「キレちゃいないよ」である[5]。いつも橋本真也を探しているようなネタや、ひとりプロレス[6] のネタが多い。しかし、過去に橋本と共演した際には怯えて殆ど何もすることが出来ず、また橋本没後は橋本を探しているようなネタは封印された（後述）。
- 長州力とは親交が深く、番組やイベントで一緒に出演する事もあり、一緒に飲んだりする事もあるという。また、実際に長州力からネタのアドバイスをして貰う事もあるなど関係は良好である[7]。
- 「ウンナン極限ネタバトル! ザ・イロモネア 笑わせたら100万円」では長州力以外に安全地帯（玉置浩二）や浅田真央の物真似を披露した事もある。特に浅田真央の物真似に関しては番組内で大変重用しており、出場した殆どの回で披露していた。小力曰く「イロモネアにずっと出ているけど、モノマネは浅田真央でしかクリアした事ない[8]」と番組内で言うほど破壊力は抜群であった。しかし「このネタを披露すると色々な人に怒られるのであまりやりたくない」と語った事もある。

## エピソード
- 家族構成は母の他に姉、兄、弟がおり、4人姉弟の次男であることを、2006年11月14日放送の「開運!なんでも鑑定団」にゲスト出演した際に公表している。一時期一卵性双生児の弟であると週刊誌等では言われていたが、岡山県真庭市でのイベントの中で、自ら双子ではないことを公表（それまで双子ということを否定していなかった）。
- 本人曰く中学時代はかなりモテていたとの事で、中学入学後、わずか2日間で10通のラブレターをもらったほどの美少年だったと告白している。また、ジャニーズ事務所に履歴書を送った経験もあるという。ただし、このエピソードを「ダウンタウンDX」に出演した際に披露した所、他の共演者からは全く信じて貰えていなかった[9]。
- 2006年12月8日の朝日新聞内に掲載された「いじめと君」というコラムにて、小力が中学生だった頃、隣の中学校でいじめに苦しんだ男子生徒が命を絶つという事件が起き、その亡くなった男子生徒が記した遺書の中に「いじめた人たちの名前」として当時小力と同じ塾に通っていた友だちの名前も書き残されていた事を告白している。その後この友だちと会う機会は減ったが、小力曰くその友だちは「亡くなった子がいじめられている場面にいて、周りでちゃかしたり、笑ったりしたことはあったけれども、自分が直接いじめていたとは、考えていなかった」と言っていたという。この出来事は後の小力の芸能活動にも強く影響を及ぼしており、「自分が嫌だと感じるようなことは人にもしたくない」「おたがいの気持ちをわかろうとしなければ、みんなが楽しく笑うことはできない」などの思いを綴っている[10]。
- ビリヤードを特技としており、16歳から始めていて大会にも出場した事があるなど、その腕前はかなりのものである（小力自身「プロになろうと思ってました」とも語っていた）。『アドレな!ガレッジ』に出演した際に「財布のお金 倍チャンス!!」という企画にて、「ロングビリヤード・スナイパー」というゲームに挑戦し一発で成功し、同番組の企画で初めてクリアした人物となった[11]。他にも様々なバラエティ番組でその腕前を披露している[12]。
- その見た目とは裏腹に歌唱力があり、2006年2月28日に放送された『お笑い芸人歌がうまい王座決定戦スペシャル（第4回）』では優勝を果たしている[13]。なお、同回の決勝時にて、当初は単に「マジ歌を披露する姿」が面白いという理由で呼ばれていたことが小力の口から明かされている。
- 『爆笑オンエアバトル』に1度だけ挑戦した事があり（2005年6月4日放送回[14]）、その結果461KBを獲得して初オンエアながらトップ通過を果たしている。ネタの内容は前半に「アウェイを感じる時」という漫談をやった後、お馴染みのパラパラを踊るという構成だった。また、ネタ後のトークもオンエアされていた。しかし、この直後に小力は売れてしまったため、出場はこの時1回のみとなっている。
- 番組初期の『ザ・イロモネア』の常連芸人であり、2006年10月6日の放送回では100万円獲得を果たしている。この回ではLastチャレンジのサイレントにおいて最初の20秒で4人笑わせたが中々残り1人が笑わなかった。しかし小力が背を向けてネタ帳を見たところ、その光景を見た残りの1人がなぜか笑い出したところで100万円獲得となった。これを見ていた内村光良（ウッチャンナンチャン）は「ああいう最後の100万円の獲り方は初めて見た」とチャレンジ終了後に語っていた（そのVTRは後の「ハプニング大賞」でも放送された）。
- 突き出た腹が特徴的の肥満体だが、本人はその指摘に対し「これは断じて腹ではない。背筋を鍛えすぎてせり出てきた背中の筋肉である」と主張していた。しかしながらやはり体調面は思わしくなく、2013年9月29日放映のTBS系・『駆け込みドクター!運命を変える健康診断』にて脂肪肝や高脂血症、糖尿病などであることが宣告された。更に2014年6月29日放映の同番組にて糖尿病の合併症である糖尿病性腎症にも発症していることが宣告された。

### 橋本真也との最後の共演
2005年7月19日放送回の「ロンドンハーツ」（テレビ朝日系列）にて、小力は同番組内の人気企画であった「The Bl@ck Mail」のターゲットとなり、番組が用意した仕掛人の女性との恥ずかしいメールのやり取り を暴露されてしまう。その後、小力を懲らしめるため、橋本に扮した田村淳の呼び込みにより橋本真也本人が登場し、自身のテーマソング『爆勝宣言』にのって西口プロレスのリングにあがった。
しかし、この回の放送直前である2005年7月11日に橋本は急逝したため、この日の放送が橋本にとって生涯最後のバラエティ番組出演となってしまった。
- 小力は当初、橋本本人を目の前にした際にはその圧倒的な迫力に押されて怯えてしまい（橋本の要望で恒例の「橋本を探すネタ」をやった時も、恐怖心からかいつもの「橋本!」ではなく「橋本さん!」とさん付けで呼んでしまった）、何もする事が出来なかった。しかし橋本からの鼓舞もあり、橋本に対し数発攻撃を入れる場面もあったが、その後返り討ちにあってしまい一撃で倒されてしまった（最後は橋本に首を絞められながら、淳にマイクを向けられ「本物スゲェ…」と呟きダウンした）。しかし戦いが終わった後、橋本からは「似てるんだよ、長州に」と高く評価され、更に「俺の物真似もやってくれないか?」と小力に問いかけており、これに対し小力も「（どっちかというと）橋本さんにも似てるって言われる」と返答し快く応じた。そして最後に橋本からは直筆サイン入りの鉢巻も貰っており、小力は大変感激していた。
- このように橋本からの要望もあり、小力は長州力と同様に橋本の物真似もやる事を約束していたが、直後に橋本が急逝してしまった影響もあってか、2018年現在橋本の物真似を公の場では披露していない。また、それまで行っていた「橋本を探すネタ」も封印している。
- 上述にもあるように放送直前に橋本が急逝したため、番組側は当初放送中止を検討していたが、遺族・関係者から『本人は放送を楽しみにしていた、是非放送してほしい』との要望があり、小力へのお仕置きについては『橋本追悼企画』として予定通り放送された。この日の放送の最後には追悼放送についての説明と橋本に対する追悼のメッセージも付け加えられていた（この模様は2006年10月3日の3時間スペシャルでも行われた）。

なお、このため非公式ではあるものの、小力は事実上最後に橋本と対戦した相手となった。

## 出演

### バラエティ番組
レギュラー
- 小力の小部屋（マシェバラ、AmebaFRESH!、ニコニコ生放送、スカパー!275ch）

過去出演
- 空飛ぶグータン（フジテレビ【関西テレビ制作】）・・・※終了
- 爆笑オンエアバトル（NHK）戦績1勝0敗 最高461KB
- エンタの神様（日本テレビ） キャッチコピーは「笑突の場外乱闘」
- 爆笑問題のバク天!（TBS）
- オールスター赤面申告ハプニング大賞（TBS）
- ものまねバトル（日本テレビ）
- 笑いの金メダル（テレビ朝日【朝日放送制作】）
- お笑いxxナイト 水曜第一週レギュラー（あっ!とおどろく放送局、-2010年7月7日）
- お笑い芸人歌がうまい王座決定戦スペシャル（フジテレビ）
- とんねるずのみなさんのおかげでした（フジテレビ）
- ハロー!モーニング。（テレビ東京）
- クイズ!ヘキサゴンII（フジテレビ）準レギュラー（現在は不定期）
- 雨上がり決死隊のトーク番組アメトーーク!（テレビ朝日）一発屋芸人企画にてゲスト
- アメトーーク（テレビ朝日）昭和プロレス芸人企画にてゲスト
- ほんじゃに!（関西テレビ）「200回SP オカンだらけの大運動会!!」お笑いオカン軍団として出演。
- タモリのボキャブラ天国 大復活祭スペシャル(2008年、フジテレビ) キャッチコピーは「リトル革命戦士」
- RISE88 -世界最強はRISEが決める-（2012年6月30日、TOKYO MX）
- AKIBA18エンタメTV（あっ!とおどろく放送局、2011年5月5日）
- ごきげん!ブランニュ（ABCテレビ、2013年3月）
- 相席食堂（ABCテレビ、2022年4月12日）

### ドラマ
- ブスの瞳に恋してる：第9話（フジテレビ）
- ビバ!山田バーバラ：前編（テレビ朝日）
- CAとお呼びっ!：第6話（日本テレビ）- オタクの男（ストーカー）役
- 正義の味方：第3話（日本テレビ）
- アンタッチャブル〜事件記者・鳴海遼子〜 ： 第6話 （テレビ朝日）
- 龍馬伝

### 映画
- シュート!（1994年）
- クレヨンしんちゃん 伝説を呼ぶ 踊れ!アミーゴ!（2006年） - バーのママ 役 ※声の出演（一瞬だけだが本人役としても出演（エンドロールにはバーのママ役の方のみ記載））
- CASINO（2008年）
- 武蔵野線の姉妹（2012年）
- イマジネーションゲーム（2018年） - 本人役

### ラジオ
- 西口プロレスのニュースの林（BBstation）
- 電子パイポby禁煙パイポ『煙くないですよ。大したもんだよ、ミストだもん。』（マルマン）

### CM
- 資生堂「uno」
- Tsuchizaki BCパラパラ篇（パチンコ土崎文化センター）…秋田ローカル
- とんとろピザ（アオキーズ・ピザ）…東海地方ローカル
- NTTドコモ東北盛岡支店…岩手ローカル
- NTTドコモ東海…東海地方ローカル
- ROUND1（ラウンドワン）
- 新潟競馬…新潟ローカル
- 富士通「アルカリ乾電池」
- ユーキャン「『フミダス』ムービー」…アシカのリッキー役
- キリン「のどごし生」
- インクのチップス（有限会社チップス）…ウェブCM

### ゲーム
- ぷよぷよフィーバー 〜ぷよぷよ15周年カーニバル版〜（2006年、長州小力〈本人役〉の声）
- デュエル・マスターズ プレイス（2019年 - 2020年、屑男の声、薩摩の超人の声）

### パチスロ
- 革命戦士長州力 （演出のキャラクターとして登場）

### オリジナルビデオ
- 喰いしん坊!3 大喰い敵対篇（2008年8月25日、GPミュージアムソフト）

## 音楽
- IKE IKE（小力 Version）（HINOIチーム、シングル"KING KONG"のDVDに収録）
- NIGHT OF FIRE（HINOIチームwithコリッキー）
- STICKY TRICKY AND BANG（HINOIチームwithコリッキー）
- 怒りの鉄槌 featuring 長州小力（SEAMO、アルバム"Live Goes On"に収録）

## タイアップ
- 映画『くれないの盃』（2008年）
  - 主題歌「旅立ち」長州小力
  - 使用楽曲「西口荘の物語」長州小力